# Изгубљене у магли (књига)
Изгубљене у магли роман је српског књижевника Владе Арсића, објављен 2012. године у издању Лагуне из Београда.

## О аутору
Влада Арсић рођен је у Београду, 1963. године, где и данас живи и ствара. Дугогодишњи је уредник и новинар у бројним листовима и часописима. Аутор је публицистичке књиге Лопатање ђавола (2010) и Невиђена Србија (2018) и романа Изгубљене у магли (2012), Армагедон (2014), Бродолом (2014), Кад звона занеме (2016), Ноћ архангела (2016), Осиње гнездо (2020). и 14:14 (2021).

## О књизи
Књига Изгубљене у магли је заснована на истинитим догађајима које је аутор забележио током вишегодишњег истраживања. Роман је потресно сведочанство о трговини људима, у овом случају женама.
Влада Арсић је са књигом приказао да жене нису само мушкарцима најближа бића него понекад и њихова роба. Роман говори о три девојке - Зорици, Светлани и Хелени које су као и све обичне девојке какве свакодневно виђамо и које теже породичном и сређеном животу, све до оног тренутка када упадају у мрежу обмана и лажних обећања, сирових страсти и злочина, након чега ће се њихов живот претворити у пакао. Док трпе бруталности оне исповедају потресну чежњу за нормалним животом.
Једна од јунакиња романа, Зорица, узорна девојка до тада, бива „изгубљена у магли“ оног тренутка када није хтела да се пода локалном моћнику и када је потражила заштиту. Њен брат Зоран у потрази за њом успева да се пробије кроз мрежу организованог криминала и бива сведок криминала који чине људи с оне стране закона али и полиција. У потрази за сестром Зоран се зближава са Светланом, која га води корак по корак до сестре.
Зорица, избеглица из Словеније, Светлана са падина Медведника и Хелена с београдске калдрме - све три улећу у замку једног Микија, Михаила, Екрема, Синана. Све три потичу из различитих социјалних структура, међусобно се разликују, али су и по много чему сличне: све су младе, лепе и лаковерне. Свака сања о нормалном животу, завршетку школовања, породици, деци и љубави... Све док их сама љубав не одведе на споредан колосек када постају обично месо које временом постане машина за сваки вид наопаког задовољства изопачених клијената. Ни једна од њих никада није желела да буде проститутка све док их живот није самлео у претворио управо у то.
Заплет романа читаоца води од Пожеге у Хрватској, Јагодине и Ваљева, преко Београда и Врањске Бање, све до Ломбардије и Милана, где прича добија расплет и епилог.

## Адаптације
Роман Изгубљене у магли адаптиран је у радио-драму која је премијерно емитована на Другом програму Радио Београда, 2015. године. Драматуршкиња радио-драме је била Маша Певац, редитељ Владимир Попадић, дизајнер звука Зоран Узелац и музички уредником Предраг Васић.